# Zhong Tianshi
Zhong Tianshi, née le 2 février 1991, est une coureuse cycliste chinoise. Spécialiste de la piste, elle est notamment double championne olympique de vitesse par équipes (2016 et 2020) et double championne du monde en vitesse individuelle (2016) et en vitesse par équipes (2015). Auparavant, elle a été championne du monde du 500 mètres juniors en 2009.

## Biographie
Zhong Tianshi se spécialise dans les épreuves de vitesse sur piste. En 2009, elle devient championne du monde juniors du 500 mètres contre-la-montre et elle  prend la médaille de bronze en vitesse individuelle. 
Lors de la troisième manche de la Coupe du monde sur piste 2012-2013 à Aguascalientes, Zhong réalise un nouveau record du monde du 200 mètres départ lancé, en 10,573 secondes. Elle termine cinquième du tournoi de vitesse et deuxième de la vitesse par équipes avec Xu Yulei. Aux Jeux Asiatiques de l'Est 2013, elle remporte la médaille d'or du 500 mètres contre-la-montre. 
Aux championnats du monde piste 2014 à Cali, elle remporte ses deux premières médailles internationales. Elle gagne l'argent en vitesse individuelle (battue en deux manches par l'Allemande Kristina Vogel), et en vitesse par équipes (avec Lin Junhong). L'année suivante elle décroche son premier titre mondial lors de la vitesse par équipes. Associée à Gong Jinjie, elle devance en finale la Russie et bat le record du monde de la spécialité.
En 2016, Zhong Tianshi et Gong Jinjie parviennent une nouvelle fois en finale de la vitesse par équipes, où elles réalisent le meilleur temps avant de se faire disqualifier pour un mauvais relais, provoquant la colère de leur coach français Benoît Vêtu. Deux jours plus tard, opposée en finale à sa compatriote Junhong Lin, Tianshi décroche le titre en vitesse individuelle, une première pour une Chinoise dans la discipline reine de la piste. Elle participe ensuite aux Jeux olympiques de Rio de Janeiro, où elle est engagée dans trois disciplines. Elle est 5e de la vitesse individuelle et 11e du keirinn. Avec Gong Jinjie, elle atteint la consécration olympique en remportant la médaille d'or en vitesse par équipes après avoir battu le record du monde en qualifications. Néanmoins, ce record n'est pas homologué en tant que nouveau record du monde, car la piste du vélodrome ne faisait pas les 250 mètres nécessaires.
En 2017, elle ne participe à aucune compétition internationale. En 2018 et 2019, elle gagne plusieurs médailles aux championnats d'Asie.
Elle porte un pins à l’effigie de Mao Zedong, le fondateur de la République populaire de Chine, lors de la remise des médailles aux JO 2020. Le CIO ouvre une enquête à son encontre, le règlement interdisant les déclarations ou symboles politiques.

## Palmarès

### Jeux olympiques
- Rio 2016
  -  Championne olympique de vitesse par équipes
  - 5e de la vitesse individuelle
  - 11e du keirin
- Tokyo 2020
  -  Championne olympique de vitesse par équipes
  - 12e du keirin
  - 11e de la vitesse individuelle

### Championnats du monde
- Moscou 2009
  -  Championne du monde du 500 mètres juniors
  -  Médaillée de bronze de la vitesse individuelle juniors
- Melbourne 2012
  - 11e du 500 mètres
  - 16e de finales de la vitesse individuelle
- Cali 2014
  -  Médaillée d'argent de la vitesse individuelle
  -  Médaillée d'argent de la vitesse par équipes
- Saint-Quentin-en-Yvelines 2015
  -  Championne du monde de vitesse par équipes (avec Gong Jinjie)
  -  Médaillée de bronze de la vitesse individuelle
  - 10e du keirin
- Londres 2016
  -  Championne du monde de vitesse individuelle
  -  Médaillée d'argent de la vitesse par équipes
- Apeldoorn 2018
  - 4e de la vitesse par équipes[8]
- Berlin 2020
  -  Médaillée de bronze de la vitesse par équipes

### Coupe du monde
- 2012-2013
  - 1re du keirin à Aguascalientes
  - 2e de la vitesse individuelle à Aguascalientes
- 2013-2014
  - 1re de la vitesse par équipes à Guadalajara  (avec Junhong Lin)
  - 2e de la vitesse individuelle à Guadalajara
  - 3e de la vitesse par équipes à Manchester
- 2014-2015
  - 1re de la vitesse par équipes à Londres (avec Gong Jinjie)
  - 2e du keirin à Guadalajara
- 2015-2016
  - 1re de la vitesse par équipes à Cali (avec Gong Jinjie)
  - 1re de la vitesse par équipes à Cambridge (avec Gong Jinjie)
  - 2e de la vitesse à Cali
- 2018-2019
  - 1re de la vitesse par équipes à Londres (avec Junhong Lin)
  - 1re de la vitesse par équipes à Kong (avec Junhong Lin)
  - 3e de la vitesse par équipes à Berlin
- 2019-2020
  - 2e de la vitesse par équipes à Glasgow
  - 2e de la vitesse par équipes à Hong Kong

### Championnats d'Asie
- Astana 2014
  -  Championne d'Asie de vitesse par équipes (avec Junhong Lin)
  -  Médaillée d'argent de la vitesse individuelle
  -  Médaillée de bronze du keirin
- Izu 2016
  -  Championne d'Asie du 500 mètres
  -  Championne d'Asie de vitesse par équipes (avec Gong Jinjie)
- Nilai 2018
  -  Championne d'Asie de vitesse par équipes (avec Song Chaorui et Guo Yufang)
  -  Médaillée d'argent de la vitesse individuelle
  -  Médaillée de bronze du keirin
- Jakarta 2019
  -  Championne d'Asie de vitesse par équipes (avec Lin Junhong et Guo Yufang)
  -  Médaillée d'argent de la vitesse individuelle
  -  Médaillée de bronze du keirin
- Jincheon 2020
  -  Médaillée d'argent de la vitesse individuelle

### Jeux asiatiques
- Incheon 2014
  -  Médaillée d'or de la vitesse par équipes (avec Gong Jinjie)
  -  Médaillée d'argent de la vitesse
  -  Médaillée de bronze du keirin
- Jakarta 2018
  -  Médaillée d'or de la vitesse par équipes (avec Lin Junhong)
  -  Médaillée de bronze du keirin

### Jeux de l'Asie de l'Est
- Tianjin 2013
  -  Médaillée d'or du 500 mètres